# 紅旗交通法
紅旗法案（英語：Red flag traffic laws）是英国與美国在19世紀發佈的法案，要求早期汽车的駕駛採取安全性的預防措施，包含在汽車的前方揮舞紅色旗幟示警。

## 英國
1865鐵路機車法是英國在1865年發佈的紅旗法案，要求要有一名揮舞紅色旗幟或是手持提燈的人員徒步行走在自走車輛的前方，用來警示車輛附近的行人與旁觀者。

引述部分條文如下所示：
|  | 首先，需僱用至少三名工作人員駕駛或引導鐵路機車，假如後方附掛之載貨或載人車廂數量超過兩個，需額外僱用一名工作人員負責管理附掛車廂。第二，前述之其中一名工作人員，當車輛行進期間，需在車輛前方不得少於六十碼間距徒步行走引導車輛，以及需手持明顯可見之紅色旗幟、需警告車輛附近之騎士與馬車駕駛、如有必要需警示車輛駕駛停止行進、需協助馬匹與馬車之交通。 |

在1896年廢除，此時内燃机正值發展初期。

## 美國
佛蒙特州在1894年通過類似的紅旗法案。
宾夕法尼亚州大約在1896年曾發佈紅旗法案的議案，雖然法案未成立但被視為是惡法，宾夕法尼亚州议会兩院在當時皆無異議通過，議案要求「無馬馬車」駕駛在行進途中意外遭遇家畜時的做法如下：
|  | 一、立即停止車輛之行進二、立即且儘可能迅速…拆解車輛三、隱藏車輛部件並移至視線之外，移至路旁之樹林後方 |

達成前述之要求並直到騎馬之騎士或家畜自驚嚇中受到充分的安撫為止。賓夕法尼亞州州長動用否决权使州議會兩院之議案未能成為法案。